# سين إيريبام
سين إيريبام هو ملك أموري لسلالة لارسا حكم من سنة 1778 ق م حتى سنة 1776 ق م، خلفه في الحكم سين إقيشام.